# شارل دومولین

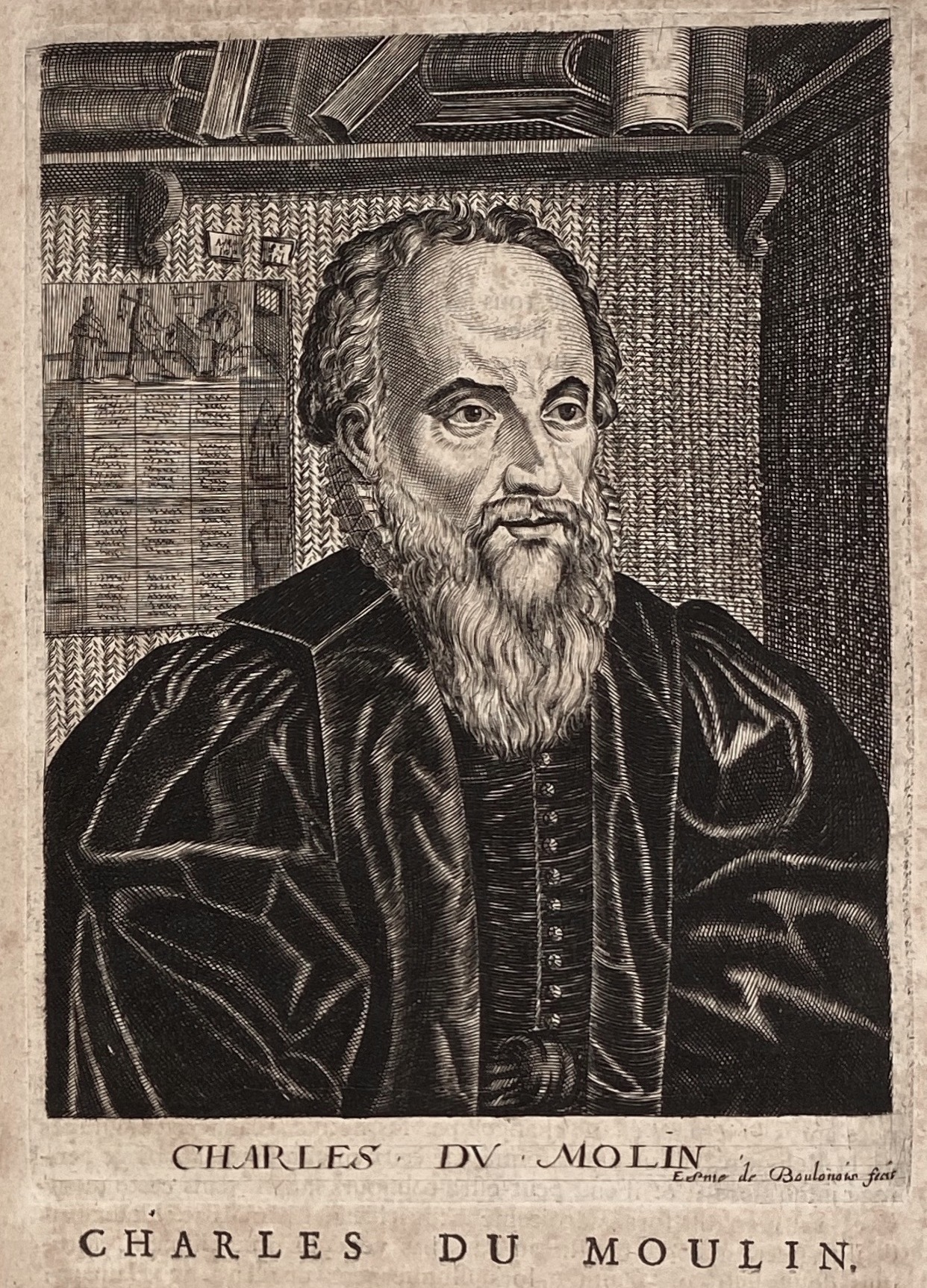
شارل دومولین

شارل دومولین (به فرانسوی: Charles Dumoulin) یک نظریه‌پرداز حقوق اهل فرانسه بین سال‌های ۱۵۰۰ تا ۱۵۶۶ بود. 

## زندگی
دومولین در پاریس به دنیا آمد. وی قبل از پارلمان پاریس تمرین‌هایی را به عنوان مدافع شروع کرد. دومولین کالوینیسم شد و هنگامی که آزار و اذیت پروتستان‌ها آغاز شد وی به آلمان رفت جایی که مدت زمان طولانی در استراسبورگ و بزانسون و جاهای دیگر به تدریس حقوق پرداخت. وی در سال ۱۵۵۷ به فرانسه بازگشت. پس از نوشتن علیه شورای ترنت وی به دستور پارلمان تا سال ۱۵۶۴ زندانی شد.

## فعالیت
دومولین در سال ۱۵۵۲ تفسیری را در مورد دستور شاه هنری دوم در تاریخ‌هایی نوشت که توسط شورای ترنت محکوم شد، اما اوضاع بدی ایجاد شد و هر دو گروه کلیسای کاتولیک و کالوینیسم‌ها علیه او برانگیختند.

دومولین شهرت فراوانی پیدا کرد که معاصران در آن زمان وی را "شاهزاده نظریه‌پردازی حقوق" قلمداد می‌کردند. وی تأثیر چشمگیری در توسعه بعدی قانون فرانسه داشته‌است. وی مخالف ارباب‌رعیتی بود.

از دیگر آثار مهم وی تفسیر آداب و رسوم پاریس است.